# Mieczysław Król

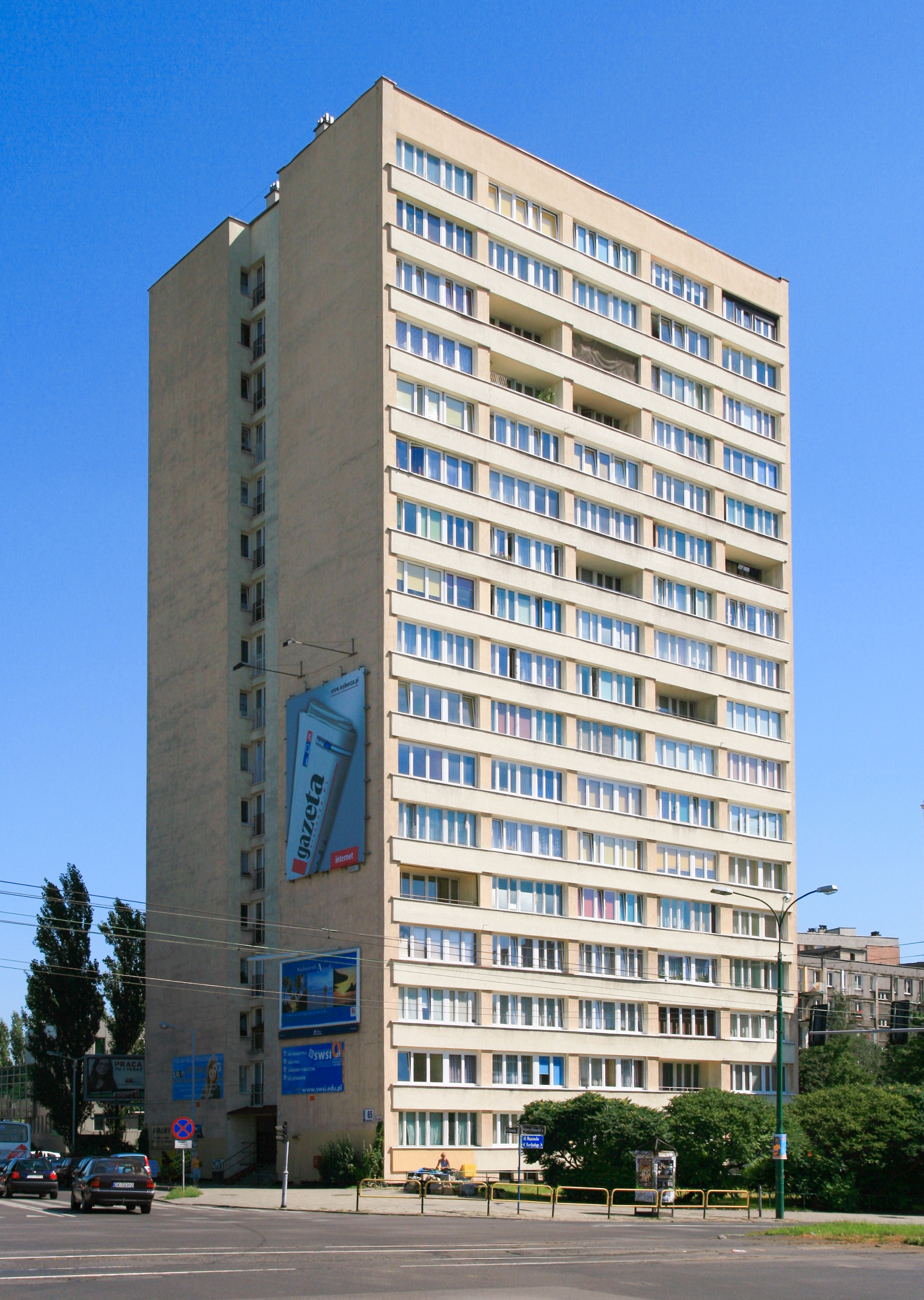
Wieżowiec mieszkalny „Górnik I” przy ulicy Katowickiej 65 w Katowicach

Mieczysław Król (ur. 3 grudnia 1928 w Nowym Targu, zm. 14 marca 2013 w Krakowie) – polski architekt.

## Życiorys
W 1944 ukończył Szkołę Handlową w Nowym Targu, do grona nauczycieli należał grafik prof. Józef Mroszczak. W 1948 złożył egzamin dojrzałości i rozpoczął studia na Wydziale Architektury Akademii Górniczo-Hutniczej, od 1952 pracował zawodowo, wtedy też został członkiem SARP. W 1954 obronił pracę dyplomową, a następnie pracował jako projektant w biurze architektonicznym Miastoprojektu Katowice. Od 1963 był pracownikiem dydaktycznym Wydziału Architektury Politechniki Śląskiej, trzy lata później rozpoczął pracę na pełnym etacie jako nauczyciel akademicki w Katedrze Projektowania Urbanistyczno-Architektonicznego. Również w 1966 został członkiem Rady Naukowej Urzędu Wojewódzkiego w Katowicach, w 1969 przedstawił w Katedrze Projektowania Budynków Mieszkalnych i Usługowych Oddziału Architektury Wydziału Budownictwa Przemysłowego i Ogólnego Politechniki Śląskiej pracę doktorską, której promotorem był prof. Zygmunt Majerski, uzyskał stopień doktora nauk technicznych. W 1976 został rzeczoznawcą SARP w zakresie planów realizacyjnych budownictwa mieszkaniowego i użyteczności publicznej.
Od 1977 był wykładowcą i docentem na Politechnice Śląskiej, po uzyskaniu stopnia profesora nadzwyczajnego został zastępcą dyrektora Instytutu Architektury i Urbanistyki i pełnił tę funkcję w latach 1978–1979, a następnie zastępcą kierownika Katedry Projektowania Architektonicznego. Od 1981 przez trzy lata pełnił funkcję kierownika Zakładu Projektowania Architektury Mieszkaniowej i Usługowej Wydziału Architektury Politechniki Śląskiej, a od 1984 był członkiem Wojewódzkiej Rady Plastyki w Katowicach. W 1988 uzyskał patent nr 143005 na sposób formowania pasmowej zabudowy mieszkaniowej, trzy lata później został profesorem nadzwyczajnym.

## Dorobek architektoniczny (realizacje)
- 1955

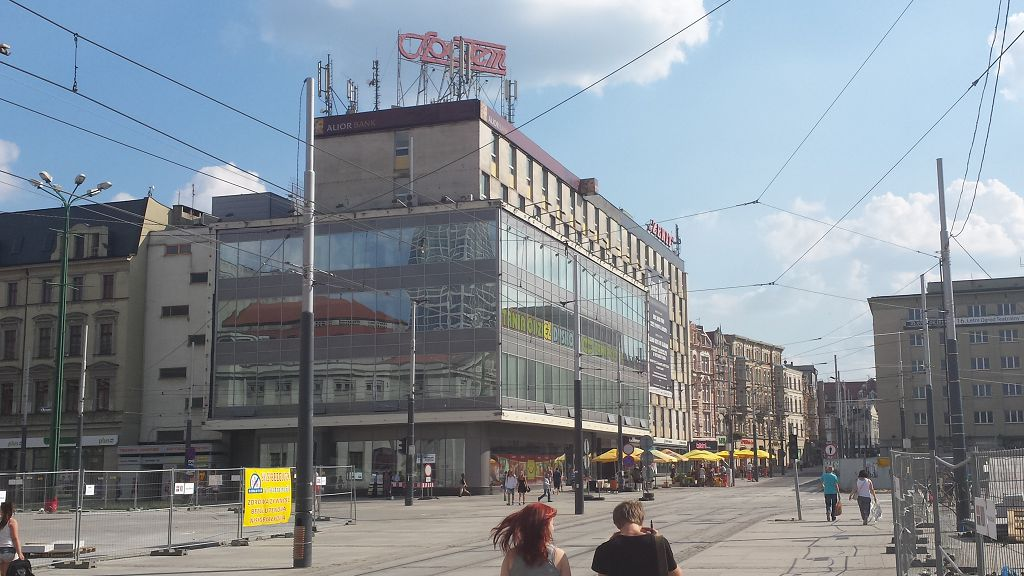
Dom Handlowy „Zenit” w Katowicach

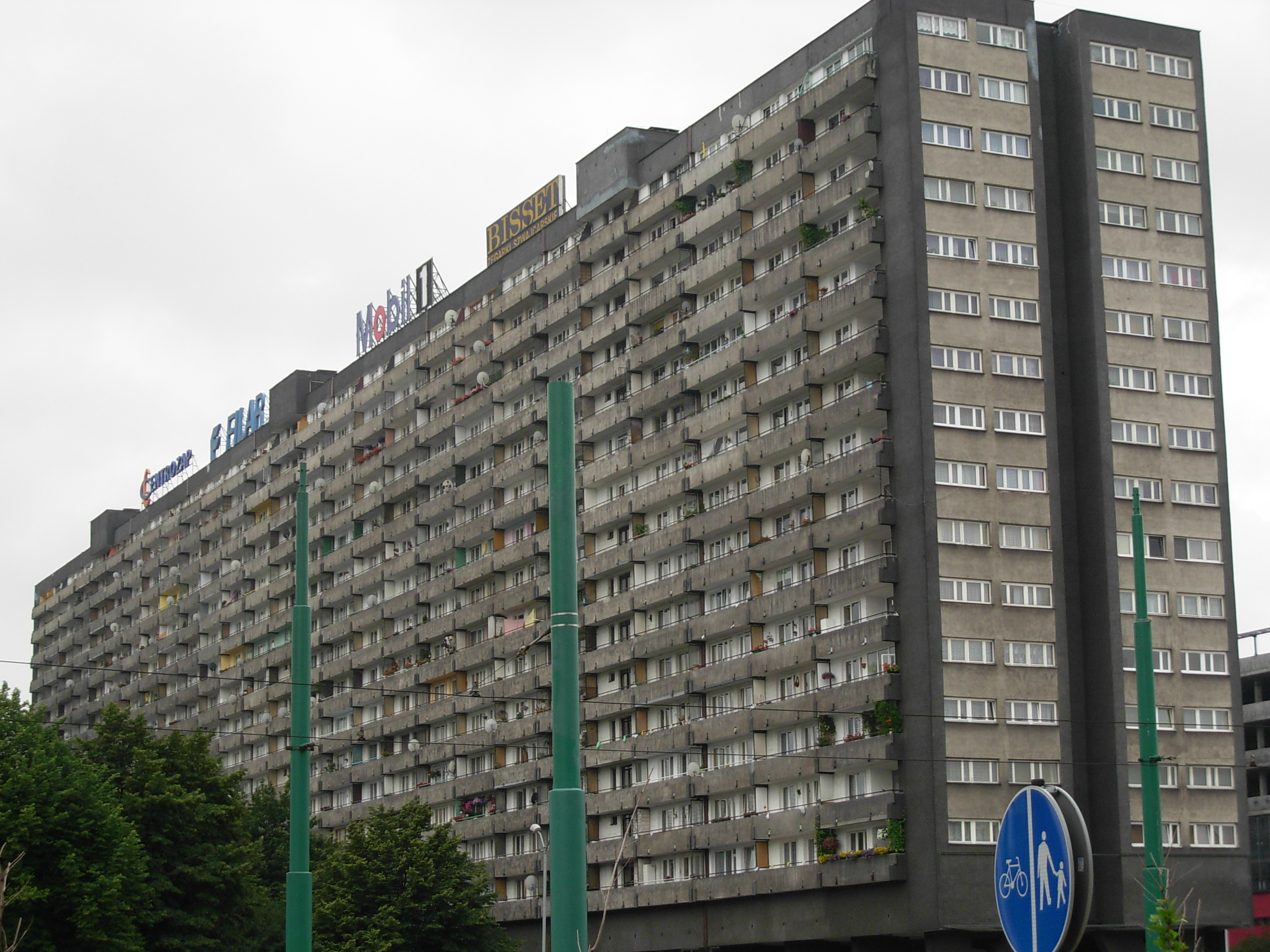
Katowicka „Superjednostka”

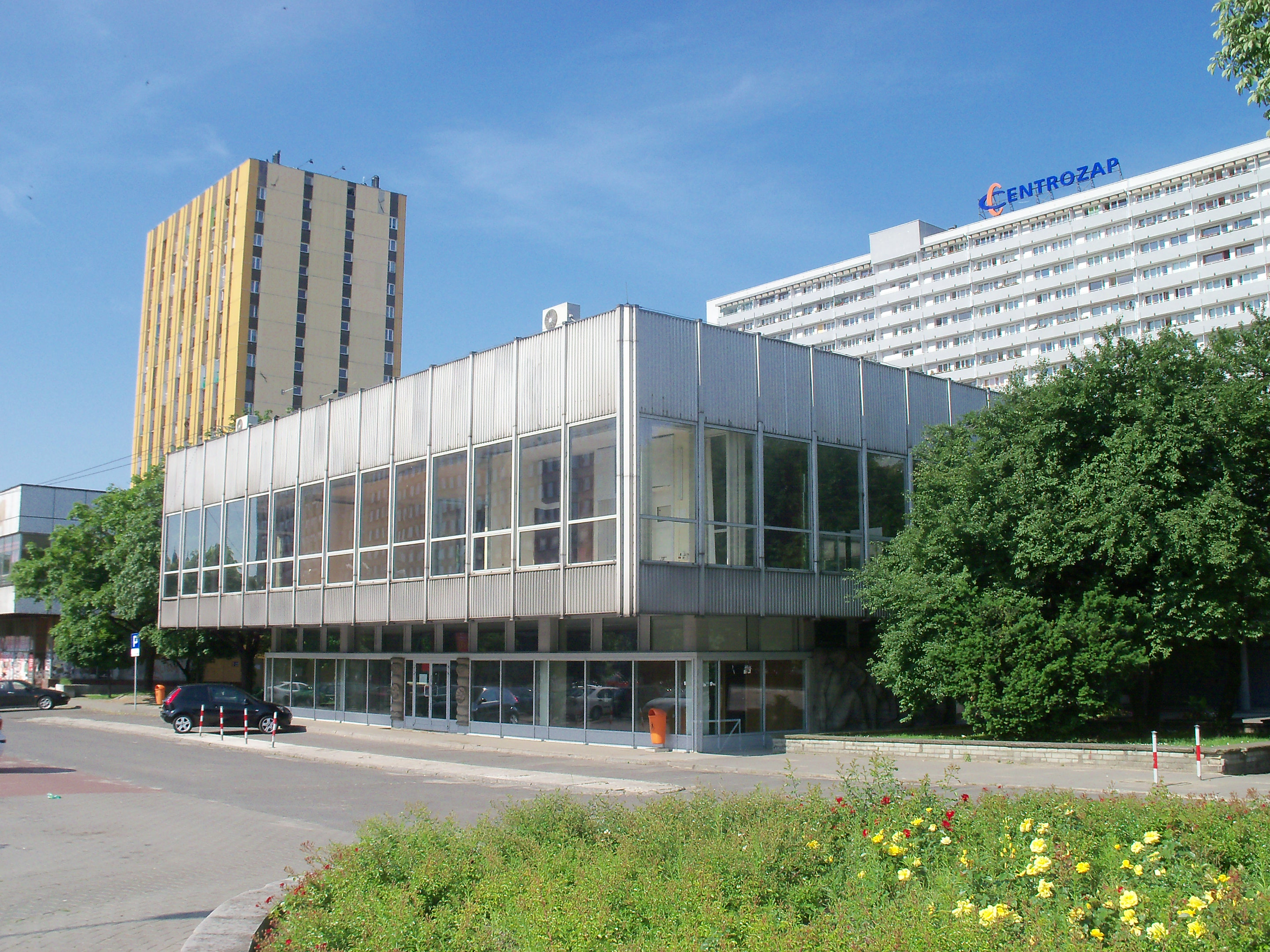
Pałac Ślubów, w tle „Superjednostka”

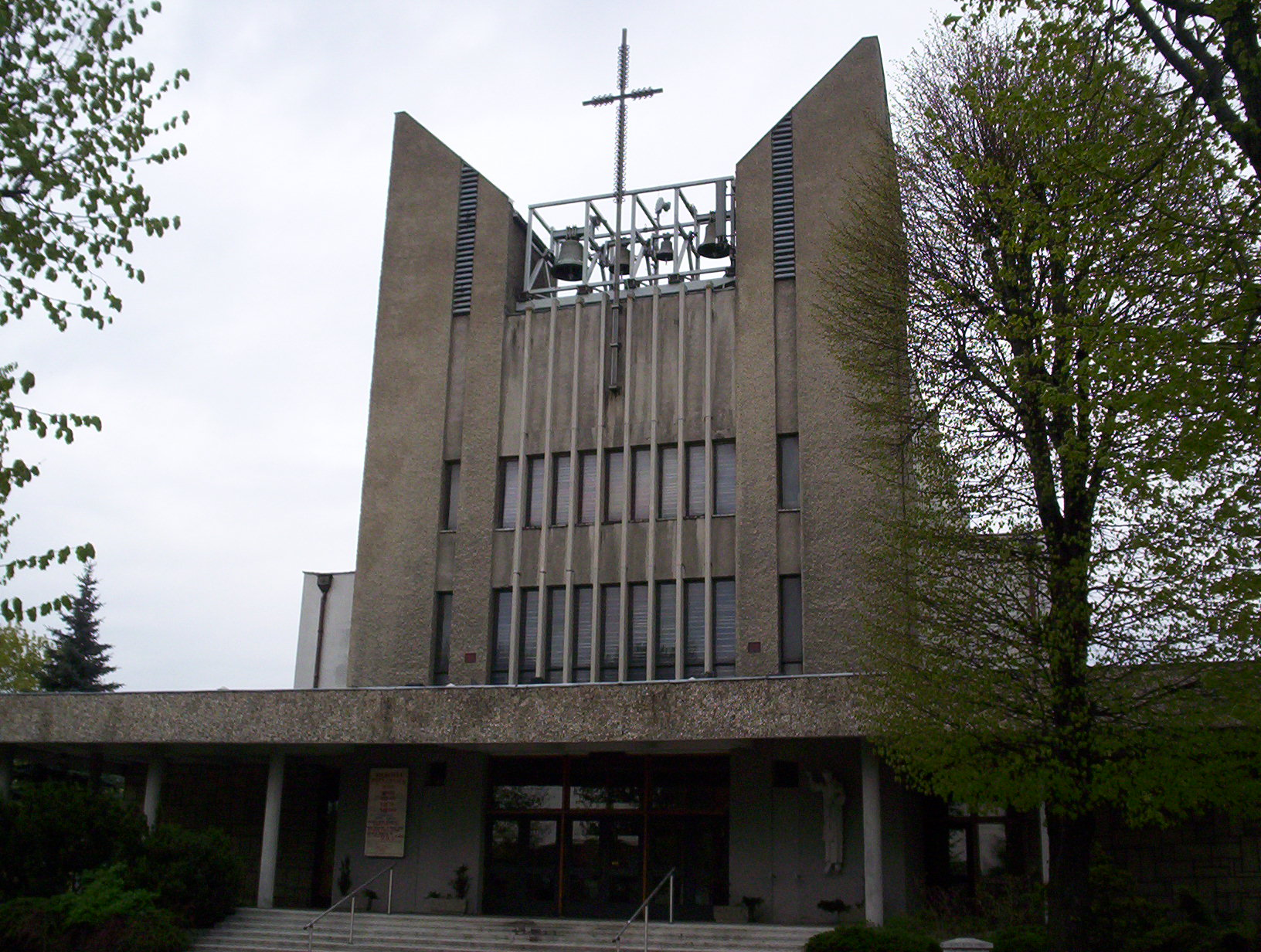
Parafia św. Jacka w Katowicach-Ochojcu

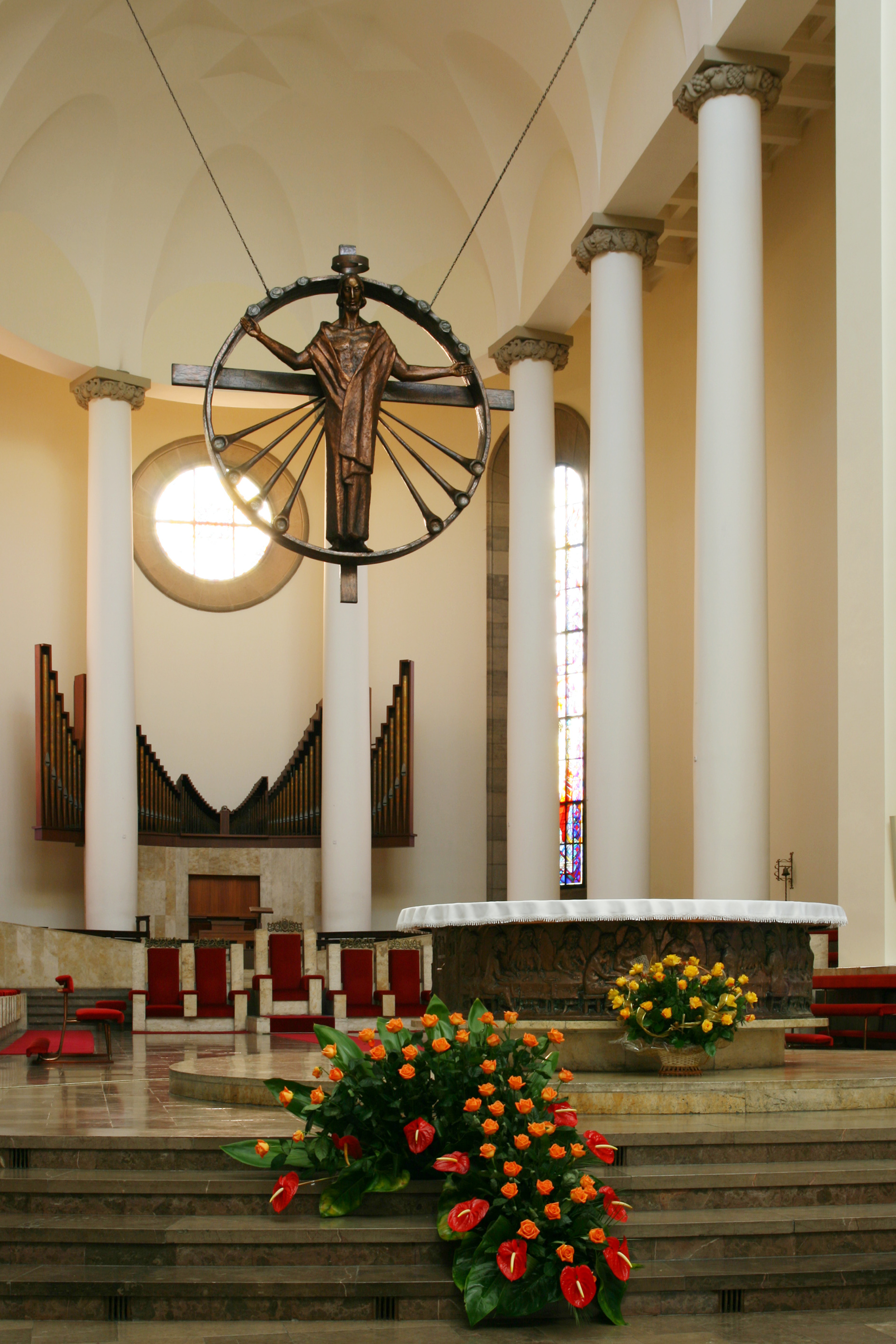
Wnętrze Katedry Chrystusa Króla w Katowicach

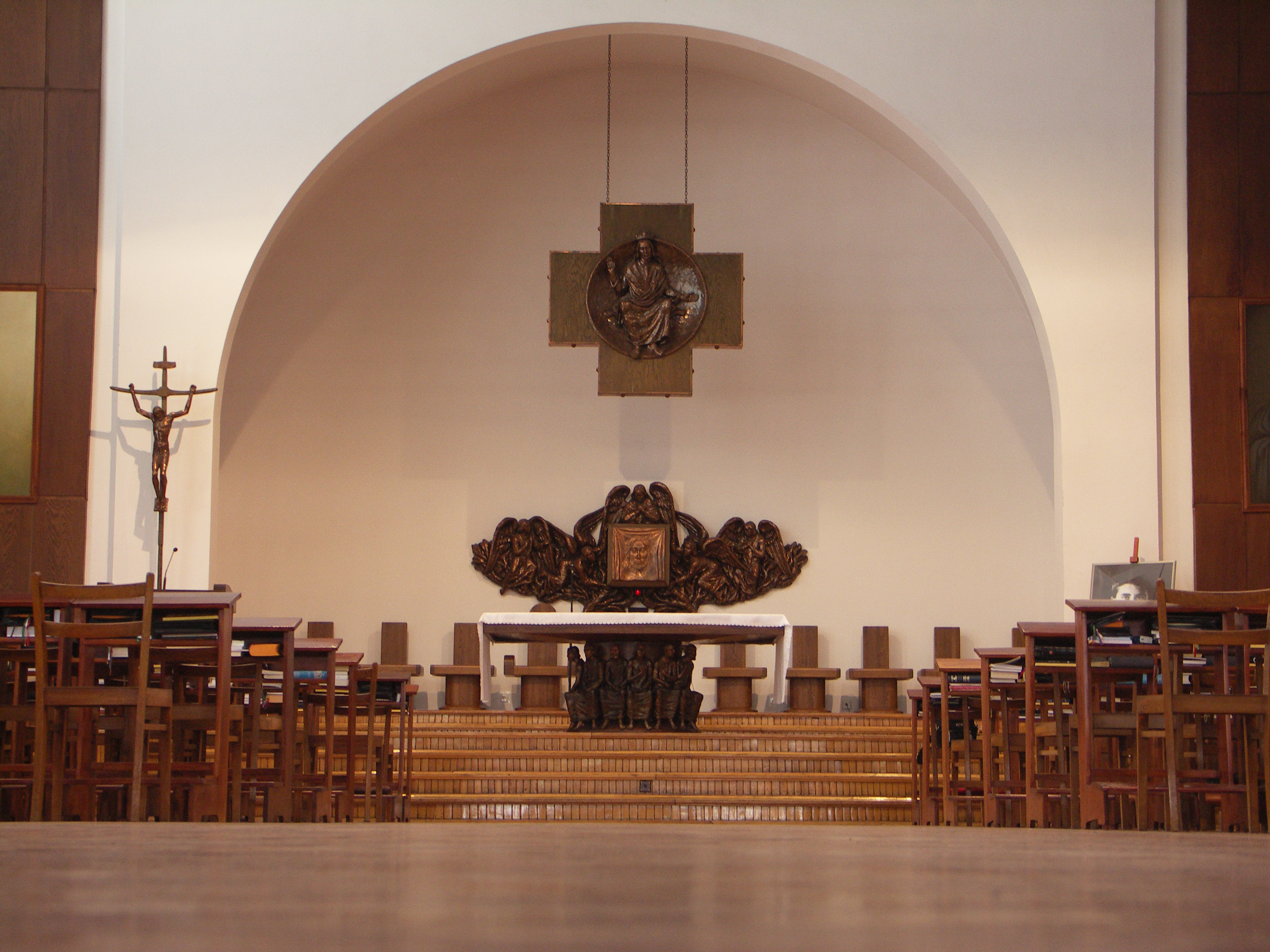
Kaplica w Wyższym Śląskim Seminarium Duchownym w Katowicach

  - Budynek wielorodzinny przy ulicy Jana III Sobieskiego 22 w Sosnowcu, realizacja 1957;
  - Osiedle mieszkaniowe w Pszowie, realizacja 1958, współautor Stanisław Kwaśniewicz.
- 1956
  - Zespół budynków wielorodzinnych osiedle Koszutka w Katowicach, realizacja 1959;
  - Kościół św. Ducha w Chorzowie, realizacja 1963, współautorzy Jerzy Winnicki, Zygmunt Winnicki.
- 1957
  - Wielorodzinny budynek galeriowy w Katowicach, realizacja 1962.
- 1958
  - Zespół budynków wielorodzinnych tzw. „Blok Zachód” przy alei Wojciecha Korfantego w Katowicach, realizacja 1960, współautor Z. Janas;
  - Wielorodzinny budynek mieszkalno-usługowy przy ulicy Bielskiej w Katowicach, realizacja 1961.
- 1959
  - Zabudowa placu Grunwaldzkiego w Katowicach, realizacja 1961;
  - Wielorodzinny budynek mieszkalno-usługowy w Katowicach-Ligocie, realizacja 1961;
  - Zespół budynków wielorodzinnych u zbiegu alei Wojciecha Korfantego i Katowickiej w Katowicach, realizacja 1966;
  - Wieżowiec u zbiegu alei Wojciecha Korfantego i Katowickiej, realizacja 1961, współautor Jurand Jarecki.
- 1960
  - Kościół Dobrego Pasterza w Świętochłowicach-Chropaczowie, realizacja 1960, po pożarze w 1975 odbudowany według projektu Franciszka Klimka;
  - Wielorodzinne budynki mieszkaniowe przy ulicy Konstantego Ordona w Katowicach, realizacja 1963;
  - Zabudowa osiedla „Ratusz II” w Sosnowcu, realizacja 1963.
- 1961
  - Zespół 14-piętrowych budynków mieszkalnych przy ulicy Konstantego Ordona w Katowicach, realizacja 1966;
  - Zespół wielorodzinnych budynków mieszkalnych w osiedlu Czerwone Zagłębie w Sosnowcu, realizacja 1967;
  - Wielorodzinny budynek mieszkalny na osiedlu Giszowiec w Katowicach, realizacja 1965;
  - Wielorodzinny budynek „Bez stali” w Katowicach;
  - Projekt realizacyjny SDH „Zenit” w Katowicach, realizacja 1962, współautor Jurand Jarecki
  - Wielorodzinny budynek mieszkalny z pawilonem usługowym w Bytomiu, realizacja 1964, współautor Albin Cieszyński.
- 1962
  - Wielorodzinny budynek punktowy przy ulicy Jordana w Katowicach, realizacja w 1970.
- 1963
  - Projekt osiedla „Śródmieście-Zachód” w Katowicach, nagroda realizacyjna;
  - Zespół wielorodzinnych budynków w centrum osiedla Ligota w Katowicach, realizacja 1964;
  - Kompleks biurowo-produkcyjny Zakładów Mechaniczno-Produkcyjnych Przemysłu Węglowego w Czeladzi, projekt wnętrz w 1965, realizacja 1966;
- 1964
  - Superjednostka w Katowicach, realizacja 1968;
- 1965
  - Urząd Stanu Cywilnego Pałac Ślubów w Katowicach, projekt wnętrz 1967, realizacja 1968, zburzony 2011;
- 1966
  - Wnętrza domu wczasowego Petrochemii Płock w Ustroniu-Jaszowcu, realizacja 1967;
  - III nagroda w konkursie Towarzystwa Urbanistów Polskich na fragment Śródmieścia Krakowa, współautorzy Waldemar Wszołek, Marian Zawiła, Jacek Preis.
- 1968
  - Kościół Dobrego Pasterza w Łagiewnikach Wielkich, realizacja 1969, współautor Kazimierz Sołtykowski.
- 1969
- Kombinat handlowo-gastronomiczny „Centrum” w Katowicach, projekt wnętrz 1971, realizacja 1973.
- 1970 
  - Dom Handlowy „Junior” w Katowicach, projekt wnętrz 1972, realizacja 1975.
- 1972
  - Rozbudowa kościoła św. Jacka w Katowicach-Ochojcu, projekt wnętrz 1973, realizacja 1973, współautor Kazimierz Sołtykowski.
- 1973
  - Wyposażenie i aranżacja wnętrza Katedry Chrystusa Króla w Katowicach, elementy rzeźbiarskie Jerzy Egon Kwiatkowski, realizacja 1987;
  - Projekty domów jednorodzinnych dopuszczone do realizacji, m.in. dom dla Stanisława Hadyny w Wiśle na stoku Bukowej;
- 1974
  - Pomnik Powstańców Śląskich na placu Wojciecha Korfantego w Wodzisławiu Śląskim, elementy rzeźbiarskie Jerzy Egon Kwiatkowski, realizacja 1975;
  - Zespół sakralny Najświętszej Marii Panny Matki Kościoła w Jastrzębiu-Zdroju, projekt wnętrz 1975, współautor Kazimierz Sołtykowski (projekt zagospodarowania i obiektu);
- 1977
  - Studium kształtowania urbanistyczno-architektonicznego miasta Sławkowa w obrębie historycznego układu zabudowy. Zagospodarowanie przestrzenne, współautorzy Elżbieta Szponar-Regulska, A. Pietras.
- 1980
  - Przebudowa kaplicy i głównego wejścia w Wyższym Śląskim Seminarium Duchownym w Katowicach, realizacja 1981.
- 1984
  - Zespół sakralny parafii Miłosierdzia Bożego w Jastrzębiu-Zdroju, realizacja 1994, współautor Rafał Król.
- 1990 
  - Projekt koncepcyjny ośrodka rehabilitacyjnego dla niepełnosprawnych w Jastrzębiu-Zdroju.
- 1998
  - Projekt koncepcyjny rewaloryzacji i modernizacji Domu Handlowego „Junior” w Katowicach.

## Prace naukowe
- 1969
  - Projektowanie architektoniczne wielorodzinnych budynków mieszkalnych na terenach zagrożonych szkodami górniczymi, Zeszyty Naukowe Politechniki Śląskiej – Zeszyt 25, Ochrona Terenów Górniczych nr. 10/1969.
- 1972 
  - Wpływ zanieczyszczenia powietrza na projektowanie architektoniczne zespołów i budynków mieszkalnych na terenach uprzemysłowionych (zastosowanie środków ochrony biernej), Zeszyty Naukowe Politechniki Śląskiej – Zeszyt 28.
- 1975 
  - Kształtowanie wież mieszkalnych na terenach podlegających wpływom eksploatacji górniczej, praca przedstawiona w PAN oddział Katowice
  - Intensyfikacja zabudowy w procesach modernizacyjnych centrów miast śląskich, praca przedstawiona na spotkaniu PAN w Zabrzu
- 1976
  - Poszukiwanie koncepcji przebudowy starych bloków zabudowy śródmiejskiej, Informator Wojewódzkiego Zarządu Rozbudowy Miasta i Osiedli Wiejskich w Katowicach nr. 2.
  - Próba koncepcji przebudowy starych bloków zabudowy śródmiejskiej, Zeszyty Naukowe Politechniki Śląskiej – Zeszyt 476, praca przedstawiona na Śląskiej Komisji Urbanistyki i Architektury PAN oddział w Katowicach.
  - Koncepcja przebudowy starych bloków zabudowy śródmiejskiej Katowic i innych miast śląskich, Rocznik Katowicki 1976.
  - Przydatność podziału strefowego starych międzyulicznych bloków śródmiejskich dla prowadzenia kompleksowych operacji modernizacyjnych, praca przedstawiona na spotkaniu PAN w Zabrzu.
- 1978
  - Czy można uniknąć uniformacji przestrzeni?, referat na I Ogólnopolskim Konserwatorium PAN w Krakowie-Mogilanach.
  - Metoda podziału strefowego międzyulicznego bloku zabudowy śródmiejskiej i jej zastosowania w procesie rewaloryzacji centrów miast śląskich, opracowanie dla Wojewódzkiego Biura Projektów w Katowicach.
- 1979
  - Wybrane zagadnienia modernizacji istniejącej tkanki zabudowy terenów centralnych miast śląskich, komisja Urbanistyki i Architektury PAN oddział Katowice.
  - Modyfikacja programu nauczania w Wydziale Architektury Politechniki Śląskiej.
- 1980
  - Kształcenie architekta, wstępne założenia modyfikacji programu nauczania na Wydziale Architektury Politechniki Śląskiej, Zeszyty Komisji Urbanistyki i Architektury PAN oddział Katowice.
  - Poszukiwania koncepcji przebudowy starych bloków zabudowy śródmiejskiej, synteza praca zbiorowa PAN, Instytut Podstaw Inżynierii Środowiska i Politechniki Śląskiej
  - Modernizacje dwóch kwartałów śródmieścia Katowic (projektowe koncepcje programowo przestrzenne – opracowanie wdrożeniowe pracy z 1978 na potrzeby Wojewódzkiego Biura Projektów w Katowicach);
  - O problemie formy w terenach górskich na przykładzie Podhala, Zeszyty Problemowe ZG SARP w Tucznie.
- 1981
  - Problem racjonalnego kształtowania dachu w terenach górskich na przykładzie regionu Podtatrza, projekty zrealizowane w Brennej i Ustroniu-Jaszowcu w 1982.
- 1982
  - O potrzebie poszukiwań urbanistyczno-architektonicznych rozwiązań budynków i ich zespołów dostosowanych do warunków środowiskowych Górnośląskiego Okręgu Przemysłowego, Zeszyty Naukowe Urbanistyki i Architektury PAN oddział Katowice.
- 1983
  - Referat o kształceniu architektów na Politechnice Śląskiej na Międzynarodowym Sympozjum „Architektura-Kształcenie-Zawód” na Politechnice Łódzkiej.
- 1985
  - Normatyw Śląski – propozycja standardu powierzchniowego mieszkań w budynkach wielorodzinnych Górnośląskiego Okręgu Przemysłowego na lata 1986-1999, Komunikat Komisji Urbanistyki i Architektury PAN oddział Katowice;
  - Piękno architektury a środowisko, wykład na Seminarium I Biennale Architektury w Katowicach;
  - Projektowanie zespołów i budynków na terenach objętych eksploatacją górniczą na przykładzie Górnośląskiego Okręgu Przemysłowego, Śląski Kwartalnik Urbanistyki i Architektury PAN oddział Katowice;
  - Obiekty i osiedla mieszkaniowe w dostosowaniu do specyficznych warunków aglomeracji przemysłowych z wyszczególnieniem GOP, Synteza dla Instytutu Podstaw Inżynierii Środowiska.
- 1986
  - Jakość środowiska podstawą jakości mieszkania, Śląski Kwartalnik Urbanistyki i Architektury PAN oddział Katowice.
- 1987
  - Szklane domy – w poszukiwaniu ekoarchitektury, komunikat na Sesji Naukowej Politechniki Śląskiej;
  - Wpływ zanieczyszczeń powietrza atmosferycznego na kształtowanie budynków i zespołów mieszkaniowych na terenach Górnośląskiego Okręgu Przemysłowego, PAN oddział Katowice, opublikowane przez Ossolineum.

## Nagrody i odznaczenia
- Indywidualna nagroda III stopnia Ministerstwa Szkolnictwa Wyższego i Techniki, za osiągnięcia w dziedzinie dydaktyczno-wychowawczej 1979/;
- Krzyż Orderu Pro Ecclesia et Pontifice /1983/;
- Nagroda Województwa Katowickiego za całokształt twórczości architektonicznej /1984/;
- Nagroda Politechniki Śląskiej za szczególne zasługi dla uczelni /1984/;
- Krzyż Kawalerski Orderu Odrodzenia Polski /1986/;
- Nagroda MEN III stopnia, indywidualna z tytułu osiągnięć naukowych /1989/.